# Папа Стефан VII
Папа Стефан VII (латински: Stephanus VII; умро 15. марта 931.) је био 124. папа римокатоличке цркве од фебруара 929. године до своје смрти 931. године. Један је од папа периода Saeculum obscuruma.

## Биографија
Стефан је био Римљанин по рођењу. Отац му се звао Теодемунд. Вероватно је био припадник породице Габријели. Стефан је на папску столицу постављен од стране Марозије, ћерке Теофилакта I од Тускулума као привремено решење, док њен малолетни син Јован не стаса за ту функцију. Пре доласка на папску столицу, Стефан је био кардинал цркве Анастасије Сремске у Риму. Мало је података из периода Стефановог понтификата. Током две године, Стефан је делио повластице црквама у Француској и Италији. Као награду за помоћ коју је пружио Игу од Италије, Стефан је грофу Габријелија потврдио положај папског гувернера Губиа. Стефан је умро 15. марта 931. године. Наследио га је папа Јован XI.